# Шотландська єпископальна церква
 Шотландська єпископальна церква (шотл. гел. Eaglais Easbaigeach na h-AlbaEaglais Easbaigeach na h-Alba, англ. The Scottish Episcopal Church) — християнська церква в Шотландії, яка складається з семи діоцезів і є членом Англіканського співтовариства. З XVII століття називається «єпископальною» для відмінності від пресвітеріанської Церкви Шотландії. Як член Англіканського співтовариства, Шотландська єпископальна церква визнає першість Архієпископа Кентерберійського, який, однак, не має будь-якої юрисдикції в Шотландії. Нинішній примас церкви єпископ Девід Чіллінгворт.